# Cuisine danoise
La cuisine danoise (en danois : det danske køkken), issue des produits locaux de la population paysanne, a été enrichie par les techniques de cuisson mises au point à la fin du XIXe siècle et par la plus grande disponibilité des produits après la révolution industrielle. Les sandwiches ouverts, connus sous le nom de smørrebrød, qui, dans leur forme de base, sont le repas habituel pour le déjeuner, peuvent être considérés comme une spécialité nationale lorsqu'ils sont préparés et décorés avec une variété d'ingrédients raffinés. Les plats chauds sont traditionnellement élaborés à partir de viande hachée, comme les frikadeller (boulettes de viande) et le medisterpølse (épaisse saucisse épicée), ou à partir de plats de viande et de poisson plus substantiels comme le flæskesteg (rôti de porc avec des craquelins) ou le kogt torsk (sauce à la moutarde).
Le Danemark est connu pour ses bières Carlsberg et Tuborg et pour ses aquavits (eau-de-vie) et bitters (liqueur danoise). Cependant, le vin importé a gagné en popularité auprès des Danois depuis les années 1960,. La cuisine au Danemark a toujours été inspirée par les pratiques étrangères et continentales et l'utilisation d'épices tropicales importées comme la cannelle, la cardamome, la muscade et le poivre noir peut être attribuée à la cuisine danoise du Moyen Âge et même aux Vikings,.
Au cours des dernières années, certains chefs danois ont développé la nouvelle cuisine danoise, une façon innovante de cuisiner à base de produits locaux de haute qualité. Cette nouvelle philosophie de cuisine a attiré l'attention et a été célébrée par la communauté gastronomique internationale et a contribué au nombre considérable de restaurants très réputés à Copenhague et dans la province, certains d'entre eux ayant reçu des étoiles au Guide Michelin.

## Histoire

### Avant 1860: la ferme avec cheminée ouverte
Jusqu'au début de la révolution industrielle au Danemark vers 1860, la majorité de la population vivait dans la campagne et se nourrissait avec ce qui pouvait être cultivé, capturé et élevé. C'était un défi de rassembler suffisamment de provisions pour l'hiver et, dans la ferme, il n'y avait pas de surplus pour une vraie cuisine. De fait, les mets de base incluaient une variété de choux, de pain, de poisson, de porc et plus tard de pommes de terre. Les familles avaient leur propre entrepôt de produits secs de longue conservation, de seigle pour faire du pain, de l'orge pour la bière, des pois secs pour la soupe et du porc fumé ou salé. La saucisse, qui était non seulement économique mais qui pouvait être conservée pendant de longues périodes, était associée au pain de seigle avant le développement du smørrebrød. À la fin du XVIIIe siècle, il y avait plusieurs sortes de saucisses, mais la préparation des produits de charcuterie se développa rapidement dans les années 1840 quand le boucher français François Louis Beauvais ouvrit un commerce à Copenhague. Seule une petite classe supérieure avait des bénéfices[pas clair], un accès à une large gamme de nourriture et d'inspiration de l'étranger, du point de vue de la cuisine. Dans la campagne, on mangeait du pain de seigle et de la bouillie, un bon nombre de légumes, par exemple du chou frisé et du porc légèrement salé ou fumé (la viande fraîche était un luxe rare). Les pois cassés jaunes, ou le chou kale, sont aussi communs. Tout était fait maison : le pain de seigle était typiquement cuit tous les mois ; chaque année, un cochon était abattu, salé et fumé. S'il y avait des vaches, le fromage était fait avec leur lait et le beurre était fabriqué à la ferme. Le reste du lait était utilisé pour différents types de porridge (le lait de consommation n'est devenu commun que longtemps après). Les vaches donnaient du lait seulement pendant l'été, et l'absence de technique de réfrigération signifiait que le lait manquait le reste de l'année. En outre, l'agriculteur utilisait souvent le beurre comme un avantage foncier (un trésor naturel pour le propriétaire),,. Le premier livre de cuisine connu au Danemark est Libellus de arte coquinaria autour de 1300, qui fait partie d'un plus grand manuscrit de Henrik Harpestreng.

### Industrialisation: de la cheminée ouverte au poêle à bois
L'industrialisation croissante au Danemark à partir du milieu des années 1800 signifiait que de plus en plus de connaissances se déplaçaient d'un pays à l'autre. L'agriculture, dans laquelle la grande majorité de la population était employée, s'est intensifiée et a radicalement changé au cours de cette période : auparavant, elle était en grande partie autosuffisante et l'objectif du travail quotidien était de fabriquer des fournitures pour un usage personnel. Le Danemark est alors entré dans une période de production pour vendre dans un marché plus vaste (économie monétaire). Ce développement fut étroitement lié aux nouveaux abattoirs et laiteries en coopératives. Avec l'argent gagné, il devint possible d'acheter de la nourriture non produite sur place, mais aussi des outils. Parmi ceux-ci, le poêle en fonte a permis l'économie de carburant et de travail et a donné de nouvelles possibilités de cuisson. Alors que la cheminée ne permettait de cuire qu'un seul plat à la fois, le poêle, qui avait plus de places de cuisson, un four et un pot d'eau, permettait de préparer des repas avec différentes parties, par exemple ragoût de porc, pommes de terre et sauce, et même les frikadeller (boulettes de viande), le porc rôti, la morue pochée et les steaks hachés de bœuf. Son four permettait de cuire des petits pains, gâteaux et biscuits. Au tournant de 1900, le poêle à bois avait remplacé le feu ouvert et était commun partout. Dans les maisons bourgeoises, un renouveau de la cuisine a eu lieu entre 1880 et 1910, selon l'historienne de l'alimentation Else-Marie Boyhus, d'où proviennent de nombreux plats traditionnels danois. La viande hachée est devenue plus commune, grâce à la construction des premières hacheuses à viande, qui ont facilement remplacé le hachage manuel avec des couteaux, et permis d'élaborer des plats de friture, de hacher les steaks et le foie. Au milieu des années 1800, les Danois ont également commencé à utiliser du blé pour le pain au lieu du seigle. Les desserts comme la compote de fruits ou les baies tel le rødgrød datent de la même période. Le pain pour le petit déjeuner devrait être blanc dans les familles bourgeoises. La bourgeoisie croissante a également mis en place de nouvelles normes dans la manière de manger et l'hygiène. Alors que tous étaient assis sur des bancs autour de longues tables et mangeaient du porridge dans un même plat avec un couteau personnel, des assiettes et des verres personnels furent disposés pour chacun. La chaise individuelle et les couverts — qui inclurent également la fourchette — sont devenus partie intégrante de la tablée,,. Bien que la bourgeoisie de la période comprît une plus grande partie de la population, c'était à peine plus qu'une minorité qui pouvait suivre cette culture gastronomique, et la plupart avaient un accès très limité à la nourriture comme la viande, le lait et le beurre.

### Première moitié duXXesiècle
Un besoin s'est fait sentir lorsque le souper de la classe ouvrière est devenu trop court pour rentrer à la maison et prendre un repas chaud. D'abord la nourriture a été enveloppée dans du papier journal, plus tard dans du papier alimentaire et à partir des années 1920 dans des boîtes de conserves alimentaires. Les sandwiches à haute couche sont devenus populaires comme repas au début des années 1900, même s'il y en avait déjà à Copenhague dès les années 1880. Au tournant du XXe siècle, l'industrialisation a commencé à pénétrer les habitudes alimentaires de la population générale.
1. La consommation de viande a augmenté. Les nouveaux moyens de transport efficaces (bateau à vapeur, chemins de fer) ont rendu les céréales danoises non compétitives par rapport aux produits américains et russes. Cela obligea les fermes danoises, qui bénéficiaient des exportations de céréales au cours des années précédentes, à un changement radical. La production de céréales a fortement diminué au profit de produits animaux (surtout beurre et porc) à partir des années 1880[11]. De grandes quantités de porc étaient exportées, mais ce n'était pas tout ce qui pouvait être vendu à l'étranger. La grande quantité de récoltes résiduelles a été éliminée sur le marché intérieur, et la viande fraîche qui avait été précédemment réservée pour les occasions les plus riches ou spéciales a atteint une population plus large qu'avant[12]. La machine à hacher la viande s'est répandue et les plats avec des boulettes de viande se sont généralisés[12]. Dans les années 1920 et 1930, les tomates et les concombres ont été ajoutés comme garniture à la charcuterie.
2. Le repas du midi a remplacé le repas chaud, et le dîner deviendra progressivement un repas du soir. Beaucoup ont déménagé dans les villes pour devenir des ouvriers[13]. Ils avaient de longues heures de travail (13 heures par jour en 1870) et des pauses si longues qu'ils pouvaient rentrer chez eux et prendre un repas chaud[14]. Peu à peu, les heures de travail et les pauses ont été raccourcies, il est donc devenu impossible de rentrer à la maison pendant la pause. Par conséquent, de plus en plus de personnes attendaient avec impatience le repas chaud après avoir travaillé et mangé un panier-repas au travail. L'inconvénient de manger froid au milieu de la journée a lentement conduit à un changement d'attitude[15] qui romance[pas clair] presque le pain de seigle. Le développement se poursuit jusque dans les années 1950[14], où le repas habituel est froid en milieu de journée et chaud le soir.
3. La fabrication de pain à domicile a chuté. L’industrialisation et les nouveaux besoins ont mis en place une gamme beaucoup plus large d'aliments. Parallèlement, la production nationale du pain de seigle qui, pour beaucoup, était encore la principale source de nourriture, s'est de plus en plus étendue grâce aux fours dans les usines et les boulangeries communes au détriment de la production à domicile[16]. Le pâté de foie, leverpostej, qui était auparavant fabriqué par les marchands ambulants, a vu sa production augmenter pendant la Première Guerre mondiale[17]. Cela a permis de résoudre le problème de surproduction de foie de porc peu facilement exportable. Dans les années 1940, Henry Stryhn a popularisé le leverpostej en effectuant des livraisons autour de Copenhague sur son vélo.

Le Danemark n'a pas beaucoup souffert pendant la Première Guerre mondiale comme les autres pays et, en raison de sa neutralité, pouvait fournir aux belligérants des chevaux et aliments. Le commerce mondial limité de la guerre et l'augmentation des exportations danoises ont provoqué une pénurie de produits, ce qui a incité le gouvernement à introduire un rationnement en 1917. Il a été abrogé en 1921. L'exportation a également permis à quelques Danois de devenir très riches. Les Barons Gullasch bénéficiaient d'une fortune malhonnête ou de ventes de qualité douteuse à l'armée allemande. La période de la guerre civile a été caractérisée par l'éducation du public sur l'hygiène et la nutrition, qui est survenue à la suite des avancées scientifiques comme la découverte des vitamines. Cependant, selon les normes contemporaines, les apports nutritifs et la culture alimentaire bourgeoise n'ont pas été améliorés. Kirsten Marie Jensen, l'auteur du célèbre livre Miss Jensen's Kitchen, de 1901, a contribué à confirmer ceci, et a soutenu l'intérêt d'apporter des recettes pour un plus grand nombre de « repas triche »[pas clair] dans lesquels par exemple la moitié de la viande de lapin est changée au profit de viande hachée de porc, et où la margarine remplace systématiquement le beurre.
Les sandwiches à plusieurs couches sont devenus populaires au début des années 1900. Cette spécialité danoise a été inventée dans les années 1880 dans les restaurants Oskar Davidsen et Divan 2 à Fru Nimb. Une autre nouveauté au Danemark à l'époque du tournant du siècle est la bière en bouteille. L'apparence des bouteilles n'a pas beaucoup changé depuis lors.

### Années 1950
Le rationnement alimentaire a été abrogé en 1952, bien que la pénurie ait continué et que la viande coûtait cher — en particulier le poulet. Peu de Danois avaient un réfrigérateur ou un congélateur, de sorte que la nourriture était achetée quotidiennement et dépendait nettement des saisons. En plus des matières premières danoises, seuls du café, du thé, des oranges et des bananes étaient disponibles. L'économie est restée un facteur limitant dans la cuisine et la nourriture représentait une part importante dans le budget des ménages, soit 30 % du revenu disponible. C'était donc une qualité primordiale pour la maîtresse de maison d'être économe. En comparaison, la consommation d'aliments, de tabac et de boissons est tombée à environ 12 % du revenu disponible des ménages danois en 2005.

### Années 1960
Deux facteurs ont particulièrement caractérisé le développement de la culture alimentaire durant cette période. L'un était la hausse de la prospérité qui, de la fin des années 1950 au début des années 1970, a permis l'achat d'appareils ménagers (y compris les réfrigérateurs) et une plus grande consommation d'aliments coûteux, en particulier la viande. Le second était l'entrée des femmes sur le marché du travail, ce qui signifiait moins de temps pour cuisiner. Le résultat fut un détournement de la cuisine danoise, frugale mais consommatrice de temps, avec ses nombreux légumes grossiers, pain de seigle et seulement un peu de viande.
L'intérêt a été renforcé pour les voyages de vacances en Europe du Sud, dans les programmes télévisés, les livres, les journaux et le nombre de nouveaux aliments importés a crû. Par exemple, Irma (en) a commencé la commercialisation de spécialités étrangères. L'inspiration pour l'utilisation des nouvelles possibilités était relayée par la télévision, où les ménagères économes et débrouillardes ont été remplacées par des chefs cuisiniers charismatiques . Les laiteries ont mené une campagne très efficace pour leurs produits, sous le slogan « nous faisons le beurre que nous utilisons ». Karolines Køkken (da) a été ouvert en 1962 dans le but d'augmenter les ventes des laiteries à travers des campagnes de promotion et des livres de cuisine. Dans le même temps, les laiteries ont élargi leur gamme avec les produits laitiers aigres (yaourts et ymer), et les ventes de ceux-ci ont augmenté fortement. Cela a été renforcé par l'ajout de fruits dans les produits laitiers en 1964.
Dans les années 1960 et 1970, avec la disponibilité des produits surgelés, le concept de restauration rapide est arrivé avec un intérêt pour les plats méditerranéens, les Danois voyageant plus largement. Dans les années 1990, les ingrédients étaient importés du Sud tandis que les nouveaux produits étaient cultivés[pas clair] à la maison, ce qui a donné lieu à un intérêt croissant pour les plats gastronomiques. Une grande partie de l'inspiration est venue de France, alors que les chefs danois passaient à la télévision pour expliquer comment préparer des plats tels que le canard à l'orange ou la sauce béarnaise authentique. Une jeune génération de chefs a rapidement commencé à voyager à l'étranger, apprenant à adapter l'expertise des chefs français et espagnols à l'utilisation d'ingrédients locaux pour créer des plats nordiques savamment présentés et délicatement parfumés. En conséquence, ces dernières années, les chefs danois ont contribué à mettre leur pays sur la carte gastronomique mondiale, avec plusieurs restaurants étoilés Michelin à Copenhague et dans les provinces.

### Années 1970
Les années 1970 ont été caractérisées par une consommation de viande en très forte croissance, jusqu'à 40 %. La qualité de la viande a également augmenté, ce qui s'explique par la centralisation des nouveaux supermarchés, une logistique efficace et une politique de qualité qui ont permis d'obtenir beaucoup plus de viande de choix. Le bøfkød, viande de bœuf de qualité supérieure, est devenu accessible à la classe moyenne dans de plus en plus de supermarchés. Les steaks étaient mangés dans un style américain avec une pomme de terre au four et une salade composée de laitue iceberg. De fait, la salade est devenue très populaire à la fin des années 1970.
Les lasagnes, la pizza, le poulet grillé, les hamburgers et le chili con carne sont arrivés au Danemark depuis les États-Unis — en dépit du fait que certains d'entre eux ont leurs racines en Italie.
Bien que les anciens plats danois n'aient pas disparu, les proportions ont changé dans l'assiette : si, par exemple, on mangeait plus de pommes de terre que de frikadelle, la tendance est maintenant de consommer plus de boulettes de viande que de pommes de terre. La consommation de légumes[Lesquels ?] nécessitant un temps de cuisson relativement long est revenue. La consommation de riz et de pâtes a légèrement augmenté, mais la pomme de terre reste un des ingrédients les plus importants. La fermeture de petites boutiques spécialisées en faveur des supermarchés (en 1971, la position du supermarché s'est encore renforcée avec la fin du monopole des ventes de lait), l'industrialisation de l'agroalimentaire, la viande plus accessible et des aliments riches en matières grasses ont été critiqués par un certain nombre de mouvements. L'écologie, le végétarisme et la nourriture saine ont été discutés[pas clair]. Un des résultats a été le lait à faible teneur en matière grasse, qui est arrivé sur le marché en 1973.

### Années 1980
La récession des années 1970 avec les deux crises pétrolières a conduit à une hausse historique des prix en 1982. Les années 1980, aussi surnommées « pauvres années 80 », ont été marquées par le chômage, une politique d'austérité (voir la cure de la patate), des coupes de budget et des économies qui ont clairement affecté les consommateurs. Ces conditions ont eu pour conséquence une prise de conscience des prix, surtout dans le domaine alimentaire. Finalement, une vague de nouveaux supermarchés discounts a émergé. Aldi a ouvert au Danemark en 1977, Fakta (da) et Netto (en) en 1981. Ces magasins ont capté des parts solides du marché.
Une autre tendance a été l'accent mis sur l'individu dans les années 1980 et qui a remplacé les mouvements plus orientés vers la communauté dans les années 1970. Il est devenu moderne et commun de manger dehors et d'aller au café. L'obésité est devenue un symbole de bas statut et la publicité pour la nourriture a commencé à éveiller la conscience des consommateurs. Un nombre croissant de Danois souffraient d'anorexie ou de boulimie.
Un certain nombre de nouveaux mots décrivirent la culture alimentaire des années 1980 : le mot fast-food, qui a d'abord été utilisé en danois en 1977, a élargi son sens dans les années 1980 avec McDonald's (première branche au Danemark en 1981), Burger King et les autres magasins de vente de plats à emporter. En 1982, lørdagskylling (« samedi poulet ») fut un grand succès car bon marché, rendant possible la consommation de poulet les samedis et jours de la semaine, alors que le poulet était jusque-là réservé au repas dominical. Minute-steak (1985) est un autre nouveau mot de vente qui décrit le désir des clients pour la nourriture rapide et facile.
En 1985, la première enquête alimentaire nationale a montré que les boulettes de viande, les saucisses et les hamburgers étaient les plats les plus populaires, pourtant pas forcément très récents, bien que la gamme de produits alimentaires exotiques disponibles se soit élargie (dans l'étude alimentaire de 2000, cela n'a pas changé). Même si des plats portent le même nom que leurs prédécesseurs, selon les chiffres de vente, la composition a changé de manière significative, avec plus de viande et moins de chou et de pommes de terre. La vaste gamme de nouvelle nourriture a été le plus utilisée en week-end, alors que les repas typiques à base de crevettes, de laitue iceberg, de steak à cuisson rapide et de pomme de terre au four sont restés courants en semaine.

## Nouvelle cuisine danoise
La cuisine danoise a également tiré parti des possibilités inhérentes aux recettes traditionnelles, en s'appuyant sur l'utilisation de produits locaux et sur des techniques qui n'ont pas été pleinement exploitées. Des produits tels que le colza, l'avoine, les fromages et d'anciennes variétés de fruits sont redécouverts et préparés de nouvelles façons à la fois par les restaurants et à la maison, car l'intérêt pour les aliments biologiques continue de croître. Les ministres de l'agriculture et de l'alimentation du Conseil nordique ont soutenu ces développements sous la forme d'un manifeste destiné à encourager l'utilisation des produits naturels des pays nordiques dans l'industrie alimentaire tout en promouvant les « pureté, fraîcheur, simplicité et éthique » de la cuisine de la région.
En 2010, 2011, 2012 et 2014, le restaurant Noma de Copenhague (abréviation de nordisk mad, « cuisine nordique ») a été nommé meilleur restaurant du monde par le magazine Restaurant. En 2012, le chef et militant danois Claus Meyer a eu sa propre émission sur la cuisine nordique sur BBC Lifestyle. Son livre récent, Almanak, contient 365 nouvelles recettes de cuisine, une pour chaque jour de l'année.

## Repas principaux
La plupart des Danois font trois repas réguliers par jour, consistant généralement en un petit déjeuner froid avec du café ou du thé, un déjeuner froid au travail et un dîner chaud à la maison en famille. Certains font aussi une collation au milieu de l'après-midi ou en fin de soirée. La viande, en particulier le porc, est de loin l'ingrédient le plus commun des repas chauds. Elle est généralement accompagnée de pommes de terre et parfois d'un autre légume comme des carottes ou de la laitue. La plupart des repas chauds ne comportent qu'un seul plat : les entrées sont assez rares mais les desserts, tels que la crème glacée ou les fruits, sont un peu plus fréquents. La bière et le vin sont des boissons assez courantes au moment des repas, et il en est de même des boissons gazeuses, de l'eau ordinaire et, dans une moindre mesure, du lait et du café. Beaucoup de familles suivent les vieilles traditions. Les mères et les pères cuisinent ensemble et enseignent à leurs enfants comment cuisiner. Les repas constituent une partie importante de la vie familiale, permettant de socialiser et de contribuer au sentiment de bien-être et de confort connu sous le nom de hygge.

### Petit déjeuner
Le petit déjeuner danois de base se prend vers 7 h, bien qu'un second puisse être pris pendant la pause du matin. Il se compose de café ou de thé, de pain de seigle, de pain blanc ou de petits pains accompagnant fromage ou confiture. Le pain à l'heure du déjeuner se présente le plus souvent sous la forme d'un pain blanc appelé franskbrød (pain français), d'une baguette ou d'une variété de petits pains blancs ou bruns (boller, birkes, rundstykker, håndværkere) ou de croissants. Le pain est généralement beurré et garni de fromage mou ou crémeux, de saucisse, de pâté, de charcuterie ou de confiture. Lors des rassemblements festifs ou lorsque le temps le permet, comme le dimanche, par exemple, une variété de petits pains peut être incluse ainsi que les wienerbrød, la viennoiserie spéciale au Danemark. Des jus de fruits, surtout d'orange ou de pomme, les alcools forts parfois amers comme le Gammel Dansk peuvent aussi être servis, surtout lorsque le petit déjeuner est offert à des invités ou lors d'occasions spéciales et de célébrations comme les anniversaires. Dans les hôtels danois, les œufs à la coque et la charcuterie sont généralement servis au petit déjeuner.
En semaine, diverses céréales telles que des flocons de maïs, du muesli ou de l'avoine sont souvent servies au petit déjeuner avec du lait froid et du sucre. Les produits laitiers fermentés, comme les yaourts, sont aussi populaires, et sont servis soit nature, soit avec des céréales ou des fruits. Le produit laitier local typique est le tykmælk ou l'ymer, garni de ymerdrys, un mélange de pain de seigle râpé séché et de sucre brun. Les porridges à base de différentes céréales et flocons d’avoine ou une bouillie locale traditionnelle appelée øllebrød sont également populaires les jours de travail. L'øllebrød est une fine bouillie cuite avec des morceaux de pain de seigle trempés dans la bière, de l'eau et du sucre et servie avec du lait ou parfois de la crème fouettée, qui gagne en popularité comme le reflètent les menus de nombreux cafés.

### Déjeuner
Plutôt que de manger à la maison, la plupart des Danois prennent un déjeuner rapide vers midi, au travail ou à l'école soit à la cafétéria, s'il y en a une, soit plus souvent sous la forme d'un panier préparé avant leur départ. Le déjeuner est généralement un repas froid composé de quelques morceaux de smørrebrød (souvent appelés håndmad, c'est-à-dire de la nourriture faite à la main) simplement préparés avec des tranches de viande froide, des saucisses tranchées ou des œufs durs. Le leverpostej, un pâté de foie préparé à partir de foie de porc et de saindoux, est également fréquemment utilisé comme tartinade.

### Dîner
En général, le dîner est le seul repas du jour où tout le monde peut être rassemblé, en raison des pressions de la vie moderne où les deux parents sont susceptibles de travailler, et où les enfants sont à l'école. C'est le moment idéal pour parler de la vie quotidienne de chaque membre de la famille. Il commence généralement assez tôt, vers 18 h. Le dîner se compose généralement d'un seul plat principal, souvent un plat de viande avec des pommes de terre et un légume ou une salade. Les entrées sont rarement servies à la maison. S'il y a un dessert, il s'agit probablement d'une glace ou d'un plat de fruits. Des dîners beaucoup plus substantiels et délicieux sont servis le week-end, des occasions spéciales ou lorsqu'on reçoit des invités.
Curieusement, le repas du soir est parfois appelé middag (midi) parce que les repas chauds étaient autrefois servis au milieu de la journée. La variété des repas du soir s'est développée en raison de la disponibilité croissante des aliments, des supermarchés ainsi que du développement et de la croissance de l'industrie alimentaire locale. En raison de l'influence américaine, il y a maintenant un intérêt considérable pour les barbecues, les buffets de salades et les plats prêts à servir. Les préparations d'inspiration italienne, tels que la pizza et les pâtes, sont également devenues des options communes. La viande est de plus en plus populaire, le porc restant le plus souvent servi. Les viandes sont souvent cuites à la poêle et accompagnées de sauce brune et de pommes de terre.

### Pauses
Les Danois ont le moins d'heures de travail en Europe. Il existe ainsi en général une pause dans la matinée et une autre dans l'après-midi : le concept se rapproche du fika suédois. Lors de ces pauses, les Danois consomment très souvent du café et quelquefois du thé. La collation du matin est souvent un second petit déjeuner avec les collègues tandis que celle de l'après-midi inclut en général la dégustation de gâteaux. C'est le moment où des pâtisseries sont consommées, puisque celles-ci ne font pas forcément partie des desserts.
Lorsque les Danois ont le temps, le rituel du café de 15 heures peut être très étendu. Dans certains régions du pays, on prépare un grand kaffebord avec des nombreux gâteaux à la crème, cakes et gâteaux secs.
Les gâteaux les plus courants sont les viennoiseries danoises.

## Sandwichs ouverts
Le smørrebrød (à l'origine smør og brød, qui signifie « beurre et pain ») se compose généralement d'un morceau de pain de seigle (rugbrød) beurré. Le pålæg (c'est-à-dire « ce qui est posé sur le pain »), la garniture, peut entre autres désigner des charcuteries, des morceaux de viande ou de poisson, du fromage ou des pâtes à tartiner. Des variétés plus élaborées et finement décorées ont contribué à la réputation internationale du sandwich danois ouvert ou smørrebrød. Une tranche ou deux de pålæg est placée sur le pain beurré et décorée avec les bons accompagnements pour créer un aliment savoureux et visuellement attrayant. Certains exemples traditionnels incluent :
- dyrlægens natmad (collation de fin de nuit du vétérinaire) : morceau de pain de seigle foncé, recouvert d'une couche de pâté de foie (leverpostej), surmontée d'une tranche de bœuf salé et d'une tranche de gelée de viande. Le tout est décoré avec des rondelles d'oignon cru et du cresson de jardin ;
- røget ål med røræg : anguille fumée sur pain de seigle noir, garnie d'œufs brouillés, de ciboulette et d'une tranche de citron ;
- leverpostej : pâté de foie chaud haché grossièrement servi sur du pain de seigle foncé, garni de bacon et de champignons sautés. Les ajouts peuvent inclure de la laitue et du concombre mariné en tranches ;
- rôti de bœuf coupé en fines tranches et servi sur du pain de seigle foncé, garni d'une portion de rémoulade et décoré d'une pincée de raifort râpé et d'oignons frits croustillants ;
- les ribbensteg : fines tranches de porc rôti avec des craquelins, servies sur du pain de seigle foncé avec du rødkål et décorées d'une tranche d'orange ;
- rullepølse : rouleau de viande épicé avec une tranche de gelée de viande, des oignons, des tomates et du persil. Habituellement de la viande de porc, mais parfois l'agneau ;
- tartare : servi sur du pain de seigle noir, garni de rondelles d'oignon cru, de raifort râpé, d'un jaune d'œuf cru et assaisonné de sel et de poivre ;
- røget laks : tranches de saumon fumé à froid sur du pain blanc, garnies de crevettes et décorées d'une tranche de citron et d'aneth frais ;
- stjerneskud (étoile filante) : sur une base de pain grillé beurré, deux morceaux de poisson sont posés : un morceau de poisson blanc cuit à la vapeur (principalement de la plie) sur une moitié, un morceau de plie pané frit ou rødspætte sur l'autre moitié. Sur le dessus est empilé un monticule de crevettes qui est ensuite décoré avec une cuillerée de mayonnaise, des tranches de concombre, de caviar ou d'œufs de lompe noirs et une tranche de citron.

## Buffet froid
Det kolde bord est un buffet froid servi avec du pain lors d'occasions spéciales. La nourriture est habituellement apportée à la table à manger et est disposée de façon traditionnelle. L'idée est similaire à l'homologue suédois, le smörgåsbord, mais avec des ingrédients légèrement différents. Le det kolde bord est habituellement servi à l'heure du déjeuner, mais peut continuer jusqu'au soir.
Le repas commence avec des fruits de mer ou du poisson, généralement du hareng mariné (marineret s’ils) ou un autre plat de hareng. Les filets de hareng sont salés et saumurés. Il existe une multitude de versions, dont le hareng blanc, qui a mariné dans une préparation de vinaigre claire, douce et légèrement épicée tandis que le hareng rouge, au goût plus prononcé a baigné dans une marinade de vinaigre rouge et assaisonnée, la couleur rouge étant due au bois de santal. D'autres variantes courantes comprennent une variété de sauces à base de crème aigre, dont un type aromatisé au curry, très populaire. Le spegesild est généralement servi sur du pain de seigle noir beurré avec des rondelles d'oignon, des câpres marinées et une sauce de curry — une sauce à la crème sure, aromatisée au curry et des cornichons hachés — et des œufs durs hachés sur le côté. Les autres plats de hareng servis au buffet froid comprennent le stegte sild i eddike (hareng frit au vinaigre) composé de filets de hareng frits et recouverts de chapelure de seigle dans une marinade épicée au vinaigre, ou le silderet (plat de hareng) plus élaboré où le hareng est disposé dans un grand plat de service avec divers à-côtés tels que pommes de terre bouillies chaudes, oignons crus, câpres marinées et sauce aigre-douce à l'aneth ou mayonnaise, pomme coupée en dés, raifort râpé et salade de curry, comme deux options communes. D'autres plats de fruits de mer peuvent inclure :
- rejer (crevettes), généralement servi sur du pain blanc avec de la mayonnaise et du citron ;
- røget ål (anguille fumée) avec œuf brouillé ;
- gravad laks (saumon salé) avec une sauce à l'aneth et à la moutarde ;
- rødspættefilet (filets de plie panés), servi chaud avec du citron et de la rémoulade ;
- røget laks (saumon fumé) ;
- røget hellefisk (flétan fumé).

Le buffet froid se compose également d'une grande variété de plats de viande et, malgré son nom, comprend presque toujours quelques mets qui sont servis chauds. Certains des composants les plus communs sont :
- frikadeller : boulettes de viande, parfois servies chaudes ;
- leverpostej : pâté de foie, parfois chaud, avec de la betterave marinée, des champignons ou du bacon frit ;
- mørbradbøf : filet de porc chaud, avec des oignons frits ;
- flæskesteg : rôti de porc avec des craquelins, généralement accompagné de chou rouge ;
- medisterpølse : saucisse de porc moulue grossièrement et frite ;
- pariserbøf : steak de bœuf haché, généralement servi chaud sur du pain grillé avec des cornichons.

On peut également servir des charcuteries, jambon, rôti de bœuf, salami, poitrine de bœuf et roulade épicée. Det kolde bord comprend généralement des accompagnements tels que la salade de pommes de terre, les œufs brouillés et une variété de salades. Des desserts comme la salade de fruits et les tartes aux fruits, ainsi que divers fromages peuvent également être servis. Aux alentours de Noël, le buffet comprendra parfois du sylte (gelée de viande de porc du genre pâté de tête) et d'autres spécialités liées à Noël.

## Options pour le dîner
Le repas du soir quotidien pour la plupart des Danois se compose d'un plat principal et peut-être un dessert. Le week-end et lors d'occasions spéciales, un repas plus élaboré est servi. Les bons restaurants servent généralement un dîner de trois plats. Alors qu'une gamme toujours plus large d'aliments étrangers est disponible au Danemark, les plats traditionnels sont toujours populaires. Une sélection des options les plus courantes est donnée ci-dessous.

### Apéritif
Le premier plat est généralement du poisson ou de la soupe, bien qu'une grande variété d'autres amuse-gueules se popularise. Les amuse-gueules traditionnels communs incluent :
- fruits de mer, y compris les moules, les crevettes, les huîtres, le crabe et le homard. Ils sont habituellement servis pochés avec du pain blanc et des garnitures diverses pour un apéritif ou un petit repas ;
  - les crevettes (rejer) proviennent principalement du Groenland ou de l'Atlantique Nord. Les crevettes du fjord du Danemark sont un mets saisonnier et moins commun : très petites et savoureuses, de la taille de l'ongle de l'auriculaire. Les apéritifs spéciaux aux crevettes sont le cocktail de crevettes (rejecocktail), la salade de crevettes (avec de la mayonnaise) et la terrine de crevettes. En plus des amuse-gueule, les crevettes sont aussi utilisées en garniture pour certaines portions de poisson ;
  - les moules (muslinger), sont pêchées et cultivées à grande échelle dans les eaux danoises et servies pochées. Les moules bleues sont de loin les plus communes, mais les palourdes, les moules à lèvres vertes et les coques communes sont parfois aussi servies. Comme pour les crevettes, les moules peuvent figurer dans certains plats de poisson ;
  - l'huître est généralement servie crue, et parfois fumée, en apéritif pour des dîners plus somptueux ;
- le poisson servi pour l'apéritif ou l'entrée comprend du hareng mariné et du gravlax servi froid avec du pain de seigle pour le hareng et du pain blanc pour le saumon. Il y a beaucoup de sortes de harengs marinés, avec une grande variété de marinades au vinaigre et de hareng mariné fumé ou frit. Du pâté de poisson de différentes sortes avec du pain peut également être servi.

### Soupes
La soupe est souvent un plat seul et surtout servi avec du pain. Elle peut également être servie en entrée avant le plat principal. En plus des soupes aussi communes à l'extérieur du Danemark, les spécialités comprennent :
- gule ærter (soupe aux pois), un plat unique servi avec du porc salé, des carottes et d'autres légumes ;
- hønsekødssuppe (soupe au poulet) servi avec des melboller (petites boulettes de farine), boulettes de viande et légumes en cubes.

### Plats principaux
Le poisson, les fruits de mer et la viande sont des éléments importants de tout plat traditionnel danois.
Avec un littoral très long et un grand nombre d'îles plus petites, le Danemark a une longue tradition de pêche et de fruits de mer qui fait partie intégrante de la tradition alimentaire danoise. Le poisson et les fruits de mer les plus consommés sont :
- la morue (torsk) : poisson blanc commun dans la préparation générale de nourriture (cuit, à la vapeur, poché). Il est également séché (klipfisk). Les Danois sont particulièrement friands de ce poisson. Les œufs sont récoltés de janvier à février, mais sont vendus et consommés toute l'année en conserve. Les prix de la morue ont augmenté au cours des dernières années. Elle a principalement été remplacée par d'autres poissons blancs, tels que l'aiglefin et la lingue ;
- la langoustine (jomfruhummer) ;
- le hareng (sild), occupe une place importante dans la cuisine traditionnelle danoise et est servi d'une grande variété de façons soit fumé, frit, mariné, pané ou rôti ;
- la plie (rødspætte), sous forme de filets de poisson panés frits ou comme poisson blanc dans la préparation générale des aliments (cuits, à la vapeur ou pochés). Elle est souvent remplacée par le flet européen le plus commun, connu sous le nom de skrubbe en danois ;
- l'anguille (ål), est fumée ou poêlée ;
- le saumon (laks), poché ou grillé et servi de diverses façons. Le saumon fumé sous forme de gravad lox, avec du pain, est réservé aux apéritifs ou au smørrebrød ;
- les œufs de poisson de morue (torse rogn) sont de loin les plus communs, mais la lompe (stenbiderrogn) est également servie à l'occasion. Le plus typique est de les cuisiner pochés ou poêlés. Les œufs de saumon sont utilisés pour garnir certains plats de fruits de mer.

Les poissons de Bornholm, d'Islande et du Groenland occupent également une place particulière dans la cuisine danoise. L'île de Bornholm, une partie du Danemark située dans la mer Baltique, à l'est de la Zélande et au sud de la Suède, est connue pour ses produits de poisson fumé. L'Islande et le Groenland partagent depuis longtemps l'histoire du Danemark, et le poisson de ces terres de l'Atlantique Nord est un signe de qualité.
En ce qui concerne la viande, les Danois mangent principalement de la viande de porc : le porc salé et fumé, les jambons, les rôtis, le filet et les côtelettes sont tous populaires. Le porc haché est utilisé dans de nombreuses recettes traditionnelles nécessitant de la viande hachée. Le lard danois est généralement de bonne qualité (le lard danois exporté est d'une qualité exceptionnelle) et est disponible dans ses variétés en tranches ou de dos. Bien qu'il soit encore le plus populaire, le porc a perdu du terrain en faveur de la dinde, du bœuf et du veau au cours des dernières années.
Le bœuf est également très populaire dans la cuisine danoise moderne. Les bovins danois sont principalement utilisés pour les produits laitiers et le Danemark a une tradition séculaire de produits laitiers. Par conséquent, les bovins élevés pour leur viande étaient jadis rares et chers. Les bovins laitiers produisent rarement de la bonne viande — surtout après plusieurs années à produire du lait — et pour cette raison, le bœuf est traditionnellement moulu et cuit comme pâté ou préparé comme rôti, bouilli ou soupe. Aujourd'hui, la viande de bovin est plus commune et les steaks sont appréciés, en particulier le bifteck de bœuf haut de gamme (culottesteg) qui est un plat classique à servir aux invités.
Le poulet est une viande répandue, servi de manière traditionnelle, mais aussi comme lørdagskylling (poulet du samedi), un plateau de morceaux congelés prêts à cuire dans le four, un moyen rapide et bon marché de nourrir une famille.

#### Plats principaux traditionnels
Beaucoup de plats traditionnels ont été abandonnés au Danemark au cours des quatre ou cinq dernières décennies, en particulier les plats nécessitant de longues préparations mais aussi des plats d'abats. Les préparatifs rapides, les plats précuits et la cuisine d'inspiration étrangère du monde entier se retrouvent de plus en plus dans les cuisines de la famille danoise commune. Les plats principaux traditionnels danois comprennent :
- boller i karry (dumplings au curry) : boulettes de viande de porc au curry, servies avec du riz et des concombres marinés ;
- gammeldags kylling (poulet à l'ancienne) : poulet entier rôti au persil et servi avec pommes de terre bouillies, sauce brune épaisse, concombres marinés et compote de rhubarbe ;
- frikadeller : boulettes de viande de porc ou de veau poêlées aux épices. Il existe de nombreuses variantes de la recette et les frikadeller peuvent être servies avec une variété d'accompagnements et de plats d'accompagnement de légumes, chauds et froids. Le classique stuvet hvidkål comporte le chou blanc en sauce blanche ;
- hakkebøf : bifteck de bœuf haché. Traditionnellement servi avec des oignons caramélisés doux (sur le dessus), de la sauce brune, des pommes de terre bouillies et des betteraves ou des concombres marinés ;
- hjerter i flødesovs (cœurs à la crème) : les cœurs de veau sont nettoyés et farcis de persil et de bacon fumé ou de lard de porc. Ils sont assaisonnés et frits dans une casserole avec du beurre et des oignons. Bouillon et crème sont ajoutés et le plat mijote pendant une heure et demie. Les cœurs sont tranchés et servis avec la sauce, la purée de pommes de terre et le surt (un terme général pour les légumes marinés)[37]. Le steak de foie, des tranches de foie de veau frites servies comme du hakkebøf, mais sans les cornichons et parfois accompagné de champignons frits. Il peut être remplacé par du foie de porc ;
- stegte sild (harengs frits) : le hareng est traditionnellement un poisson populaire et il existe de nombreuses recettes pour le hareng frit, mariné ou fumé servi comme plat principal ;
- æbleflæsk (pommes-porc) : tranches de porc frites servies avec une compote de pommes, d'oignon et de bacon ;
- stegt flæsk med persillesovs : tranches de porc frit servi avec persillesovs (sauce blanche avec du persil haché) et des pommes de terre. En 2014, adopté comme plat national lors d'un vote organisé par le ministère de l'Environnement et de l'Alimentation du Danemark ;
- medisterpølse : saucisse de porc épaisse, ressemblant à la saucisse de Toulouse, épicée et émincée, frite et servie de diverses façons. Rødkål (voir ci-dessous), le pain de seigle et la moutarde sont des accompagnements classiques ;
- gule ærter : soupe épaisse et copieuse de pois cassés jaunes, cuits et servis avec du porc. Elle est servie avec du pain de seigle, de la moutarde et parfois du medisterpølse et des pommes de terre. Dans certaines familles et dans certaines régions, gule ærter est apprécié lors d'événements spécifiques, de traditions ou lors de grands rassemblements ;
- hønsekødssuppe (soupe de viande de poulet) : une soupe de forte bouillie sur une grande poule[pas clair] avec des herbes et des légumes comme les carottes, le céleri-rave, les oignons et les poireaux. La viande est généralement réservée à d'autres plats comme høns i asparges, høns i peberrod ou salade de poulet pour smørrebrød et la soupe est ensuite servie avec des boulettes de porc (kødboller), ainsi que des petites boulettes blanches de farine et de lait (melboller) et quelques légumes ;
- høns i asparges (poules en asperges) : la viande de poulet bouillie (traditionnellement de hønsekødssuppe) est cuite avec un peu de soupe au poulet, un peu de farine et des asperges blanches hachées. Parfois, des champignons hachés sont ajoutés. Le plat est épaissi et aromatisé avec de la crème et des jaunes d'œuf et servi avec des pommes de terre bouillies et un hachis de persil ;
- tarteletter (tartelettes) : petites croustades de pâte sèche formées en bol, traditionnellement remplies de høns i asparges ;
- æggekage (gâteau aux œufs) : semblable à une omelette. Traditionnellement servi dans la poêle avec du bacon frit, des tomates tranchées, une copieuse quantité de ciboulette hachée et du pain de seigle beurré. Le hareng fumé est parfois offert sur le côté ;
- påskelam (agneau de Pâques) : agneau grillé avec des herbes sèches et l'ail ;
- culottesteg : rôti de bœuf haut de surlonge aux herbes sèches, servi avec pommes de terre et salade verte ou sauce ;
- stegt gås : oie rôtie parfois servie pour Noël ;
- stegt and : canard rôti préparé comme de l'oie rôtie, farci de pommes, de pruneaux et de thym. C'est le plat de Noël le plus populaire au Danemark, souvent accompagné de flæskesteg et presque toujours de rødkål. Également servi lors de Morten's aften (Saint-Martin, 11 novembre), où il a remplacé la vieille tradition de l'oie rôtie ;
- flæskesteg : rôti de porc souvent servi à Noël ;
- rødkål : chou rouge émincé avec de la graisse de canard, du sucre, du vinaigre, des pommes, de l'oignon, du vin rouge et des épices comme les clous de girofle, les feuilles de laurier, la cannelle, la cardamome et le piment. Ce plat est servi pour Noël, mais pas exclusivement. Rødkål est un accompagnement traditionnel à flæskesteg, medister, frikadeller, stegt et stegt gås ;
- brunede kartofler (pommes de terre brunies) : pommes de terre bouillies caramélisées avec du sucre et du beurre, principalement servi pour Noël, accompagnant le canard rôti, l'oie ou le porc ;
- øllebrød (pain à la bière) : bouillie faite de pain de seigle, de sucre et de bière. Auparavant servi non sucré accompagnement des plats principaux comme le hareng frit, mais maintenant presque exclusivement servi pour le petit déjeuner avec du lait froid ou de la crème fouettée. Du zeste de citron ou d'orange est parfois ajouté pour relever le goût ;
- millionbøf, (un million de petits steaks) : bœuf haché frit avec de la sauce. Généralement servi sur des pâtes ou des pommes de terre en purée ;
- brændende kærlighed (amour ardent) : purée de pommes de terre au beurre et au lait ou à la crème. Un puits est fait dans le haut de la purée de pommes de terre et rempli d'un mélange de bacon et d'oignons frits ;
- risengrød (riz porridge) : plat servi à Noël. C'est traditionnellement le plat préféré des julenisser (lutins de Noël). Il est généralement servi avec du beurre et du sucre à la cannelle et du hvidtøl (bière douce sans alcool). C'est aussi la base du dessert danois du soir de Noël, le risalamande, du riz au lait parfumé à la vanille, agrémenté de chantilly et d'amandes hachées.

### Desserts
Les desserts encore populaires de la cuisine traditionnelle danoise comprennent :
- æblekage (charlotte aux pommes) : compote de pommes mijotées avec des miettes de pain rissolées au beurre et du makroner écrasé (une meringue aux amandes), garnie de crème fouettée et parfois de gelée de groseille. Servi froid ;
- citronfromage (crème de citron) : crème au citron aromatisée très épaisse faite avec de la gélatine et des blancs d'œufs battus avec du sucre (voir meringue). Servi froid avec de la crème fouettée. L'aromatisation avec du rhum au lieu du citron est une variation traditionnelle connue sous le nom de romfromage ;
- karamelrand (lit. : « caramel crête ») : flan à la crème et aux œufs aromatisé au caramel et en forme de bague. Servi froid avec une sauce au caramel. Une variation traditionnelle est fløderand, qui est aromatisé avec de la vanille et servi avec des fruits marinés, au lieu du caramel ;
- frugtsalat : salade de fruits garnie de crème à la vanille ou de crème fouettée et de chocolat râpé. C'est un ajout plus récent à la cuisine danoise et les fruits tropicaux ou étrangers comme la banane, le raisin, l'orange ou l'ananas sont des ingrédients standard. Aussi connu sous le nom d'abemad (« nourriture de singe ») ;
- rødgrød med fløde : compote de petits fruits rouges épaissis (généralement un mélange de fraises, de rhubarbe, de framboise) servie avec de la crème ou comme garniture sur de la crème glacée ;
- koldskål : plat de babeurre froid et sucré à la vanille et au citron, souvent servi en été. Fraises danoises à la crème, et le sucre servi en été quand en saison[pas clair] ;
- pandekager : crêpe mince, enroulée, souvent saupoudrée de sucre glace et servie avec de la confiture de fraises ou de la glace à la vanille. Depuis 2006, le mardi gras a été célébré comme le jour de la crêpe au Danemark[37] ;
- risalamande (riz à l'amande) : pudding de riz froid mélangé à de la crème fouettée, du sucre, des gousses de vanille et des amandes hachées, servi froid avec de la sauce aux cerises chaude ou froide. Presque exclusivement offert lors d'événements festifs liés à Noël et communément mangé le soir de Noël en particulier.

### Gâteaux
Les gâteaux ne sont généralement pas servis pour le dessert au Danemark, mais comme une douceur occasionnelle entre les repas ou lors des célébrations et des événements festifs particuliers. Le café ou le thé est généralement offert avec les gâteaux.

## Fêtes traditionnelles
La culture danoise a un certain nombre de fêtes traditionnelles annuelles récurrentes. La plupart d'entre elles sont enracinées à la fois dans la tradition païenne nordique et la culture chrétienne, y compris la fête de Noël. La plus célèbre est connue sous le nom de Jul au Danemark et commence à l'Avent. Noël et Pâques sont les fêtes les plus importantes de la culture danoise, à la fois en termes d'importance religieuse et traditionnelle mais aussi en termes de nourriture. Un certain nombre de petites fêtes telles que Fastelavn (carnaval), Pinse (Pentecôte) et Mortensaften (Saint-Martin) sont également d'une certaine importance concernant la nourriture tandis que d'autres célébrations traditionnelles telles que Grundlovsdag, May Day et Sankthans (St. John's Eve) ne sont pas couplés à la culture alimentaire danoise d'une manière particulière. La célébration de la Saint-Sylvestre est peut-être à égalité avec Noël et Pâques dans les temps modernes et est également associée à de fortes traditions alimentaires. La morue pochée servie avec de la sauce à la moutarde, des pommes de terre bouillies et du raifort est traditionnellement le plat principal de cette soirée, connue sous le nom de nytårstorsk (le cabillaud du Nouvel An), avec du champagne et du kransekage tard dans la nuit. Les tranches de jambon cuit servies avec du chou frisé sont un autre plat traditionnel pour cette soirée en particulier. Au cours des dernières décennies, les menus traditionnels ont cédé la place à des portions gastronomiques contemporaines[pas clair] dans de nombreux endroits, même si le champagne et le kransekage restent très populaires.

### Noël
Il existe des variations régionales de la cuisine de Noël traditionnelle au Danemark, mais c'est généralement la même chose à travers le pays. On y retrouve beaucoup d'épices, en particulier la cannelle, le clou de girofle et la cardamome.

#### Déjeuner de Noël
La plupart des communautés, des lieux de travail, des organisations et des associations réservent du temps pour un rassemblement annuel et un julefrokost lors d'un vendredi ou un samedi non spécifique. Cela inclut les collègues, les membres des clubs et toutes sortes d'organisations et les festivités comprennent souvent de la musique et de la danse et se poursuivent habituellement jusqu'aux premières heures du matin, en buvant abondamment. En plus de ces rassemblements publics, il y a aussi la tradition pour un événement familial spécial, le julefrokost, mais cela est célébré à la maison le jour de Noël ou peu de temps après.
Mis à part les aliments standard pour un buffet froid danois, le déjeuner de Noël, julefrokost comprend également traditionnellement certaines spécialités, telles que sylte (gelée de viande de porc) frit, blodpølse et risalamande. Blodpølse est une saucisse de sang sucrée et épicée avec des raisins secs, mais elle a beaucoup diminué en popularité depuis les années 1800. Risalamande est un pouding au riz servi avec de la sauce aux cerises chaude ou froide et il est très populaire ; le mets se compose principalement de porridge de riz sucré et refroidi mélangé avec de la crème fouettée, de la vanille et des amandes hachées. Un jeu populaire et traditionnel consiste à mettre une amande entière pelée dans le bol commun de pudding. Le chanceux qui la trouve dans son assiette gagne un prix qui, dans les traditions populaires, serait un massepain en forme de cochon.
Les bières de Noël Juleøl et l'akvavit infusé aux herbes sont souvent associés au julefrokost. Partout au Danemark, les trains et les bus circulent toute la nuit pendant la saison julefrokost et la police surveille particulièrement les conducteurs ivres afin d'éviter les accidents liés à l'alcool. Une partie spéciale non seulement du déjeuner de julefrokost mais de beaucoup de repas festifs et de célébration est le selskabssang (chanson de soirée). C'est une tradition unique au Danemark, et inclut des chants de veillée spécifiques à l'événement aux airs traditionnels, mais avec des paroles spécifiquement écrites pour l'occasion.

#### Dîner de Noël à la maison
Au Danemark, le dîner de Noël est servi le soir du 24 décembre (veille de Noël). Il prend la forme d'un plat principal (généralement de porc, d'oie ou de canard) et le dessert risalamande. Les recettes traditionnelles du livre de cuisine de Frk. Jensen, en 1901, constituent toujours la base de la cuisine de Noël aujourd'hui.
Flæskesteg, un rôti de porc coupé à la poitrine ou au cou, est préparé en incisant la couenne qui a été gardée. On frotte soigneusement la viande avec du gros sel et parfois des épices pour garantir le croquant. Les tranches de flæskesteg rôties sont servies avec une sauce brune et accompagnées de pommes de terre bouillies et de pommes de terre caramélisées (brunede kartofler) spécialement préparées dans une poêle à frire avec du sucre fondu et un morceau de beurre. Le chou rouge épicé aigre-doux est toujours inclus aussi et est largement disponible en bocaux et en conserve. L'oie et le canard sont farcis de pommes et de pruneaux avant d'être rôtis dans un four chaud. La volaille est servie avec une sauce brune à base de bouillon obtenu en faisant bouillir les abats, épaissi avec un peu de graisse, de farine et de crème sure. Le porc est également servi avec des pommes de terre et du chou rouge.

### Pâques

#### Déjeuner du samedi saint
Le plat traditionnel servi pour le déjeuner est skidne æg (« œufs sales »). Le nom se réfère au fait que les maisons étaient généralement sales le samedi saint, car aucun travail, nettoyage ou blanchisserie n'est effectué pendant ces deux jours fériés, soit les jeudi et vendredi saint. Skidne æg est un ensemble d'œufs à la coque servis avec de la sauce à la moutarde, du cresson et du pain de seigle.

#### Déjeuner du dimanche de Pâques
Les familles se réunissent pour le déjeuner le dimanche de Pâques. Le déjeuner comprendra trois plats, à commencer par det kolde bord avec du hareng mariné, des crevettes, des œufs durs, du thon, du pâté de foie et diverses viandes froides. La bière Strong Easter Brew et le snaps sont généralement servis. Le deuxième plat est un plat chaud qui, selon la tradition, devrait contenir de l'agneau, des œufs ou du poulet. Le troisième plat est des fromages avec des raisins, des poivrons rouges et des craquelins.